# LNB Pro A 2012-13
La LNB Pro A 2012-2013 fue la edición número 91 de la Pro A, la máxima competición de baloncesto de Francia. La temporada regular comenzó el 5 de octubre de 2012 y acabó el 8 de junio de 2014. Los ocho mejor clasificados accederían a los playoffs, mientras que el Boulazac Basket Dordogne y el Poitiers Basket 86 descenderían a la Pro B.
El campeón sería por primera vez en su historia el JSF Nanterre tras derrotar al Strasbourg IG en cuatro partidos.

## Equipos 2012-13
| Equipo                      | Ciudad              | Pabellón                                                  | Capacidad |
| --------------------------- | ------------------- | --------------------------------------------------------- | --------- |
| Boulazac Basket Dordogne    | Boulazac            | Le Palio                                                  | 5200      |
| Élan sportif chalonnais     | Chalon-sur-Saône    | Le Colisée                                                | 4070      |
| Cholet Basket               | Cholet              | La Meilleraie                                             | 5191      |
| JDA Dijon                   | Dijon               | Palais des Sports Jean-Michel Geoffroy                    | 4600      |
| BCM Gravelines Dunkerque    | Gravelines          | Sportica                                                  | 3500      |
| STB Le Havre                | Le Havre            | Salle des Docks Océane                                    | 3598      |
| Le Mans Sarthe Basket       | Le Mans             | Antarès                                                   | 6003      |
| Limoges Cercle Saint-Pierre | Limoges             | Beaublanc                                                 | 6000      |
| ASVEL Basket                | Lyon – Villeurbanne | Astroballe                                                | 5643      |
| SLUC Nancy Basket           | Nancy               | Palais des Sports Jean Weille                             | 6027      |
| JSF Nanterre                | Nanterre            | Palais des Sports de Nanterre                             | 1594      |
| Orléans Loiret Basket       | Orléans             | Zénith d'Orléans                                          | 5338      |
| Paris-Levallois Basket      | Paris – Levallois   | Stade Pierre de Coubertin Palais des Sports Marcel Cerdan | 4200 3050 |
| Poitiers Basket 86          | Poitiers            | Les Arènes                                                | 4300      |
| Chorale Roanne Basket       | Roanne              | Halle André Vacheresse                                    | 5010      |
| Strasbourg IG               | Strasbourg          | Rhénus Sport                                              | 6200      |

## Resultados

### Temporada regular
|    | Equipo               | J  | G  | P  | PF   | PC   | Clasificación      |
| -- | -------------------- | -- | -- | -- | ---- | ---- | ------------------ |
| 1  | Gravelines-Dunkerque | 30 | 21 | 9  | 2360 | 2174 | Playoffs           |
| 2  | Strasbourg           | 30 | 18 | 12 | 2297 | 2180 | Playoffs           |
| 3  | Lyon-Villeurbanne    | 30 | 18 | 12 | 2276 | 2220 | Playoffs           |
| 4  | Chalon-sur-Saône     | 30 | 18 | 10 | 2291 | 2192 | Playoffs           |
| 5  | Roanne               | 30 | 17 | 13 | 2172 | 2078 | Playoffs           |
| 6  | Le Mans              | 30 | 16 | 14 | 2202 | 2200 | Playoffs           |
| 7  | Dijon                | 30 | 15 | 15 | 2096 | 2134 | Playoffs           |
| 8  | Nanterre             | 30 | 15 | 15 | 2352 | 2361 | Playoffs           |
| 9  | Orléans              | 30 | 15 | 15 | 2356 | 2366 |                    |
| 10 | Cholet               | 30 | 15 | 15 | 2268 | 2275 |                    |
| 11 | Le Havre             | 30 | 13 | 17 | 2303 | 2314 |                    |
| 12 | Paris-Levallois      | 30 | 13 | 17 | 2350 | 2399 |                    |
| 13 | Limoges              | 30 | 13 | 17 | 2158 | 2227 |                    |
| 14 | Nancy                | 30 | 12 | 18 | 2248 | 2300 |                    |
| 15 | Boulazac             | 30 | 11 | 19 | 2128 | 2303 | Descienden a Pro B |
| 16 | Poitiers             | 30 | 10 | 20 | 2133 | 2267 | Descienden a Pro B |

## Playoffs
|  | Cuartos de final | Cuartos de final     | Cuartos de final |                   |   | Semifinales | Semifinales | Semifinales |  |   | Final    | Final | Final |  |
|  |                  |                      |                  |                   |   |             |             |             |  |   |          |       |       |  |
|  |                  |                      |                  |                   |   |             |             |             |  |   |          |       |       |  |
|  | 1                | Gravelines-Dunkerque | 0                |                   |   |             |             |             |  |   |          |       |       |  |
|  | 1                | Gravelines-Dunkerque | 0                |                   |   |             |             |             |  |   |          |       |       |  |
|  | 8                | Nanterre             | 2                |                   |   |             |             |             |  |   |          |       |       |  |
|  | 8                | Nanterre             | 2                |                   | 8 | Nanterre    | 2           |             |  |   |          |       |       |  |
|  |                  |                      |                  |                   | 8 | Nanterre    | 2           |             |  |   |          |       |       |  |
|  |                  |                      | 4                | Chalon-sur-Saône  | 0 |             |             |             |  |   |          |       |       |  |
|  | 4                | Chalon-sur-Saône     | 4                | Chalon-sur-Saône  | 0 | 2           |             |             |  |   |          |       |       |  |
|  | 4                | Chalon-sur-Saône     |                  |                   |   |             |             |             |  |   |          |       |       |  |
|  | 5                | Roanne               | 1                |                   |   |             |             |             |  |   |          |       |       |  |
|  | 5                | Roanne               | 1                |                   |   |             |             |             |  | 8 | Nanterre | 3     |       |  |
|  |                  |                      |                  |                   |   |             |             |             |  | 8 | Nanterre | 3     |       |  |
|  |                  |                      | 2                | Strasbourg        | 1 |             |             |             |  |   |          |       |       |  |
|  | 2                | Strasbourg           | 2                | Strasbourg        | 1 | 2           |             |             |  |   |          |       |       |  |
|  | 2                | Strasbourg           |                  |                   |   |             |             |             |  |   |          |       |       |  |
|  | 7                | Dijon                | 0                |                   |   |             |             |             |  |   |          |       |       |  |
|  | 7                | Dijon                | 0                |                   | 2 | Strasbourg  | 2           |             |  |   |          |       |       |  |
|  |                  |                      |                  |                   | 2 | Strasbourg  | 2           |             |  |   |          |       |       |  |
|  |                  |                      | 3                | Lyon-Villeurbanne | 0 |             |             |             |  |   |          |       |       |  |
|  | 3                | Lyon-Villeurbanne    | 3                | Lyon-Villeurbanne | 0 | 2           |             |             |  |   |          |       |       |  |
|  | 3                | Lyon-Villeurbanne    |                  |                   |   |             |             |             |  |   |          |       |       |  |
|  | 6                | Le Mans              | 1                |                   |   |             |             |             |  |   |          |       |       |  |
|  | 6                | Le Mans              | 1                |                   |   |             |             |             |  |   |          |       |       |  |
|  |                  |                      |                  |                   |   |             |             |             |  |   |          |       |       |  |

## Premios

### Premios de la LNB
MVP de la temporada regular
- MVP extranjero :  Dwight Buycks (Gravelines-Dunkerque)
- MVP francés :  Edwin Jackson (Lyon-Villeurbanne)

Mejor anotador
- Sean May (Paris-Levallois)

Mejor jugador joven
- Livio Jean-Charles (Lyon-Villeurbanne)

Mejor defensor
- Anthony Dobbins (Poitiers)

Jugador más mejorado
- Edwin Jackson (Lyon-Villeurbanne)

Mejor entrenador
- Christian Monschau (Gravelines-Dunkerque)

### MVP de las Finales
- David Lighty[2] (Nanterre)

### Jugador del mes
| Mes       | Jugador        | Equipo               |
| --------- | -------------- | -------------------- |
| Octubre   | Ricardo Greer  | Strasbourg           |
| Noviembre | Sean May       | Paris-Levallois      |
| Diciembre | Dwight Buycks  | Gravelines-Dunkerque |
| Enero     | Dwight Buycks  | Gravelines-Dunkerque |
| Febrero   | Louis Campbell | Strasbourg           |
| Marzo     | Ricardo Greer  | Strasbourg           |
| Abril     | Jérémy Leloup  | Dijon                |